# Бадьян настоящий
Бадья́н настоя́щий, или Ани́с звёздчатый (лат. Illicíum vérum), —  вид рода Бадьян (Illicium) семейства Лимонниковые (Schisandraceae) (ранее этот род нередко выделяли в монотипное семейство Бадьяновые).
Растение распространено в Юго-Восточной Азии (юго-западный Китай, Индокитай). Плоды используют в традиционной китайской медицине, а также в качестве пряности, из семян получают эфирное масло. Кроме того, плоды служат сырьём для получения шикимовой кислоты.

## Биологическое описание

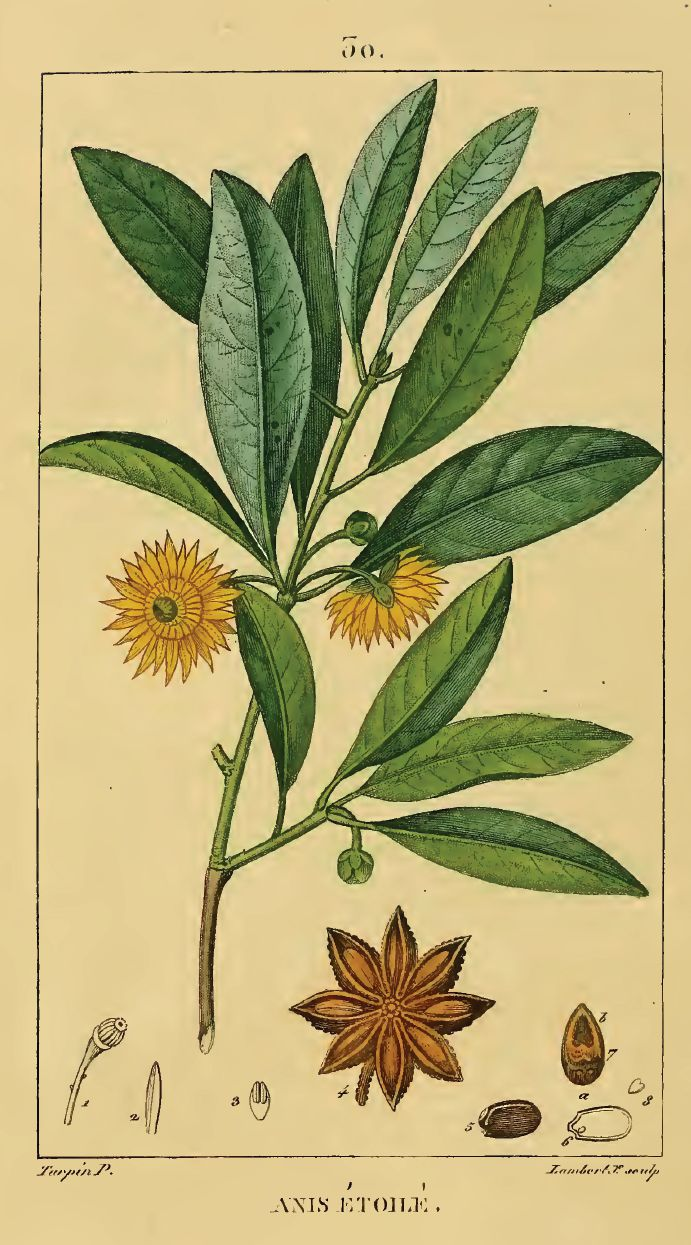
Ботаническая иллюстрация Пьера Тюрпена из первого тома книги Flore Medicale Франсуа-Пьера Шамито

Вечнозелёный кустарник или дерево. В высоту растение может достигать 18 м, в поперечнике — 7—12 м.
Листья простые, кожистые, тёмно-зелёные, овальные.
Цветки с двойным околоцветником. Венчик белый, обычно с розоватым или красноватым оттенком с внутренней стороны, с большим числом лепестков. Цветки обоеполые; гинецей апокарпный.
Плод, как и у других представителей рода, — деревянистая многолистовка; несколько листовок соединены в многолистовку характерной шести- или восьмиконечной звёздчатой формы, в каждом из лучей которой находится одно семя (у некоторых многолистовок число плодиков может отличаться в большую или меньшую сторону).

## Хозяйственное значение и применение

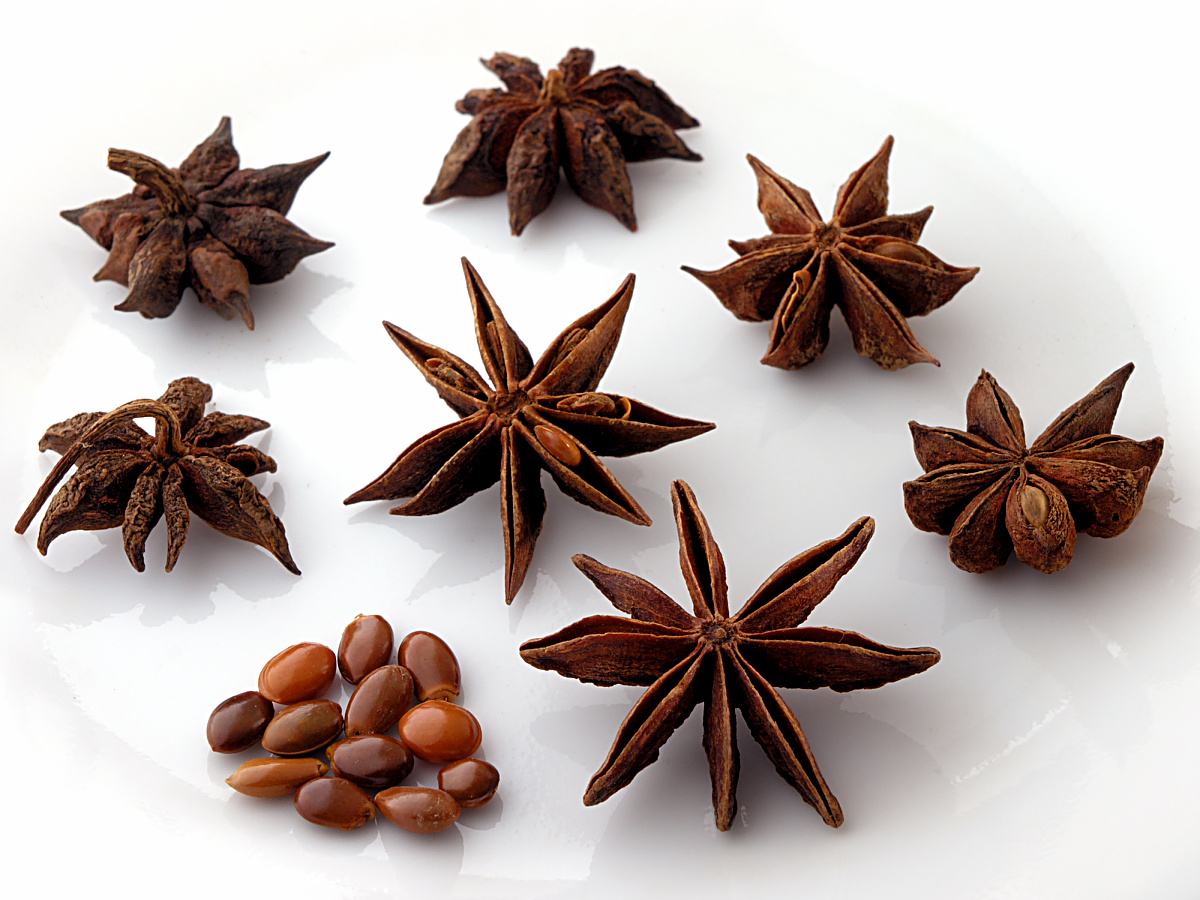
Сушёные плоды и семена — пряность

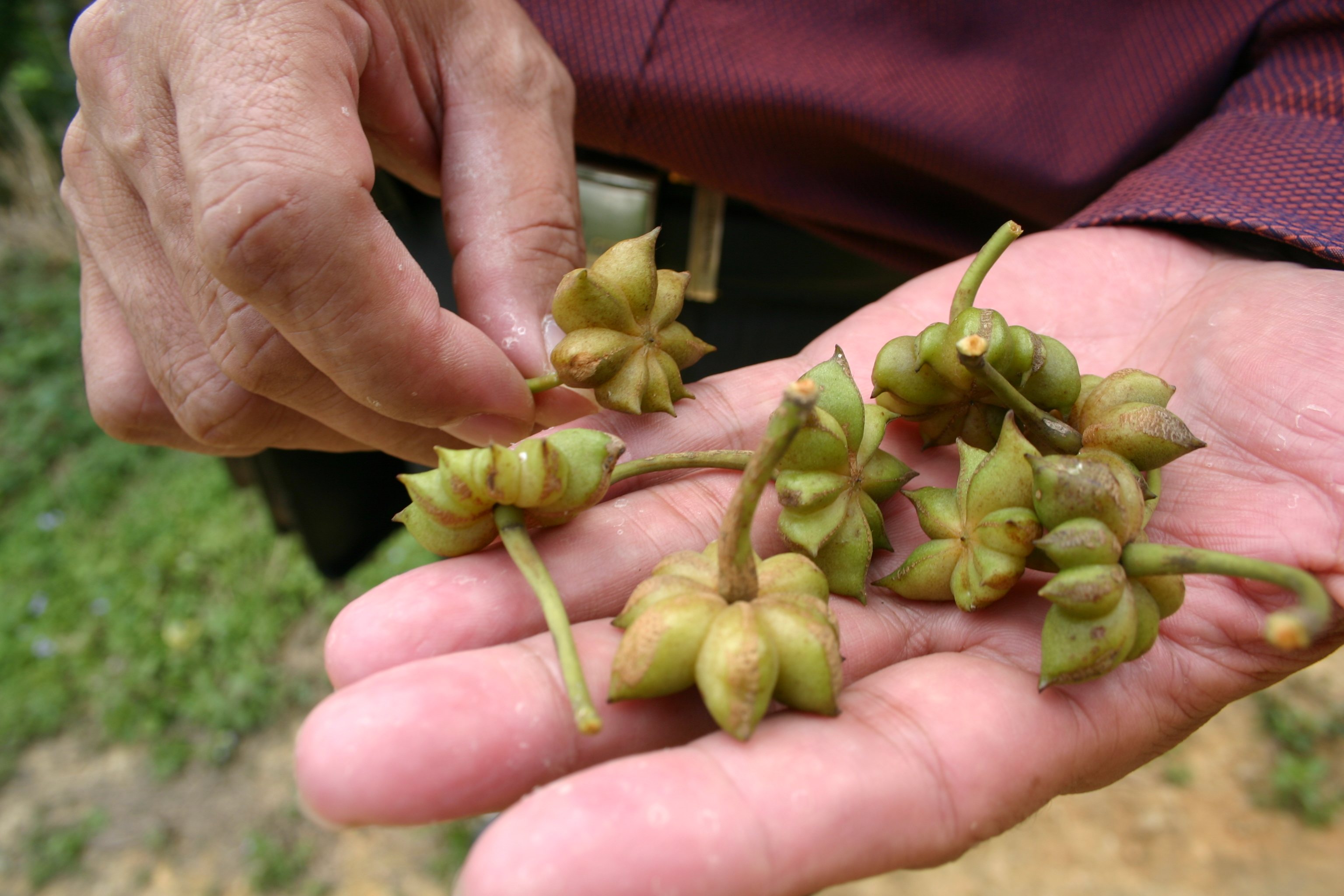
Собранные плоды

Плоды, собранные в незрелом виде, используются как пряность, особенно широко — в китайской (кит. трад. 八角: кант. [батго], с.-кит. [бацзяо] — «восемь углов») и индийской кухне. По вкусу напоминают плоды аниса. В XVI—XVII веках плоды начали использоваться в малайзийской кухне, в Европу были завезены впервые в 1588 г. кораблём «Desire» Томаса Кавендиша, в составе награбленного груза. Название badiane было дано от персидского слова в 1616 году Виллем Схаутеном, при его путешествии на Яву и Острова Пряностей. До 1971 года, в течение 21 года, плоды были запрещены для импорта в США, в связи с торговыми эмбарго с материковой частью Китая. Кроме того, плоды используются как составная часть травяных чаёв.
Плоды содержат эфирное бадьяновое масло (температура застывания +15 °C), близкое по составу к анисовому; в нём содержится 85—90 % анетола. Масло из плодов бадьяна нередко называют анисовым, — так же как и масло, получающееся из растёртого семени или зелёных частей высушенного растения аниса обыкновенного (Pimpinella anisum) из семейства Зонтичные.
В медицинской практике бадьян настоящий применяется для улучшения вкуса лекарств и входил в состав грудного чая.

## Культивирование

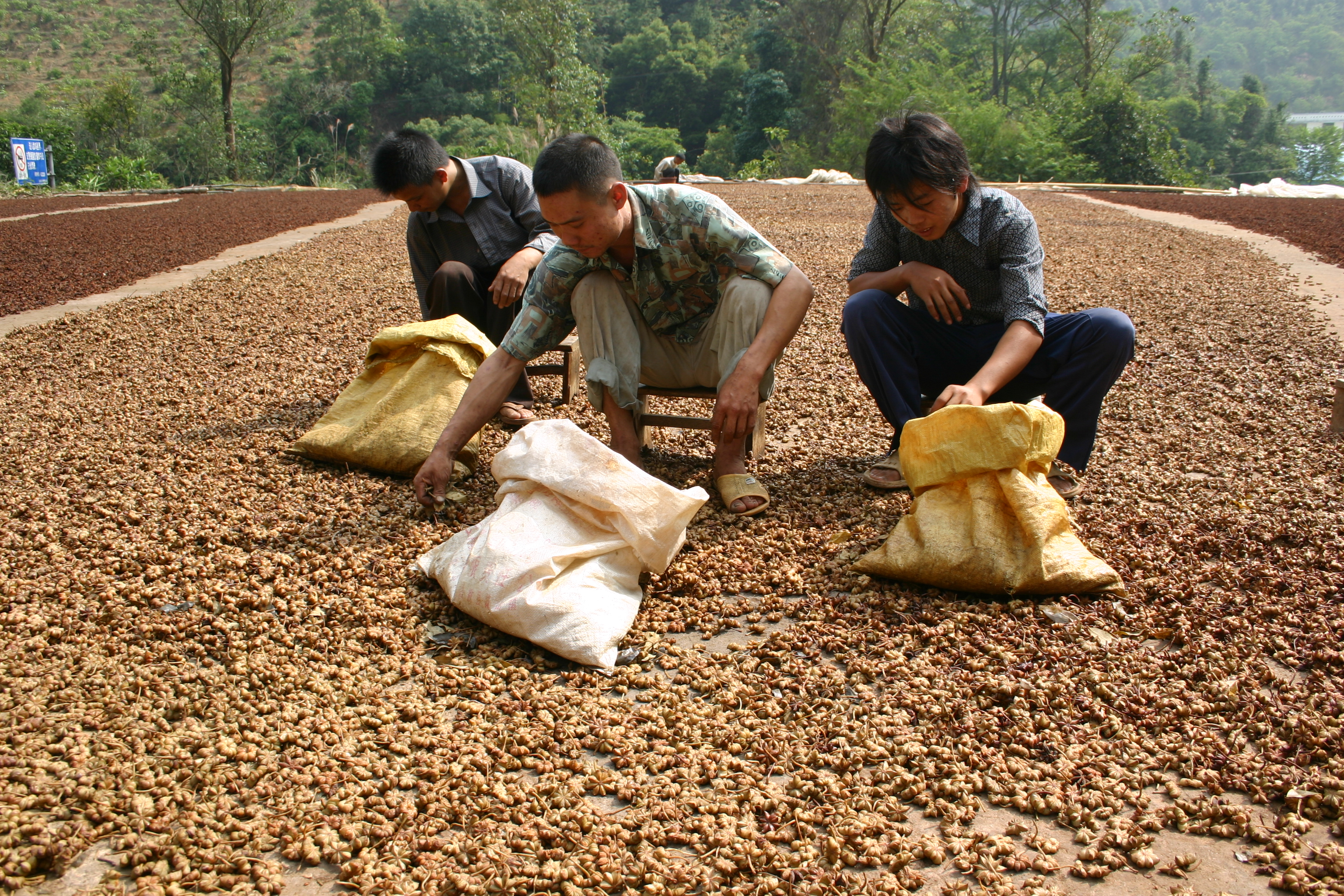
Переработка плодов. Гуанси-Чжуанский автономный район, Китай

Растение умеренно морозостойко, зоны морозостойкости — от 8 до 11.
Есть сведения о положительном результате опыта культуры бадьяна в Абхазии.